# Martin Knoll (Historiker)

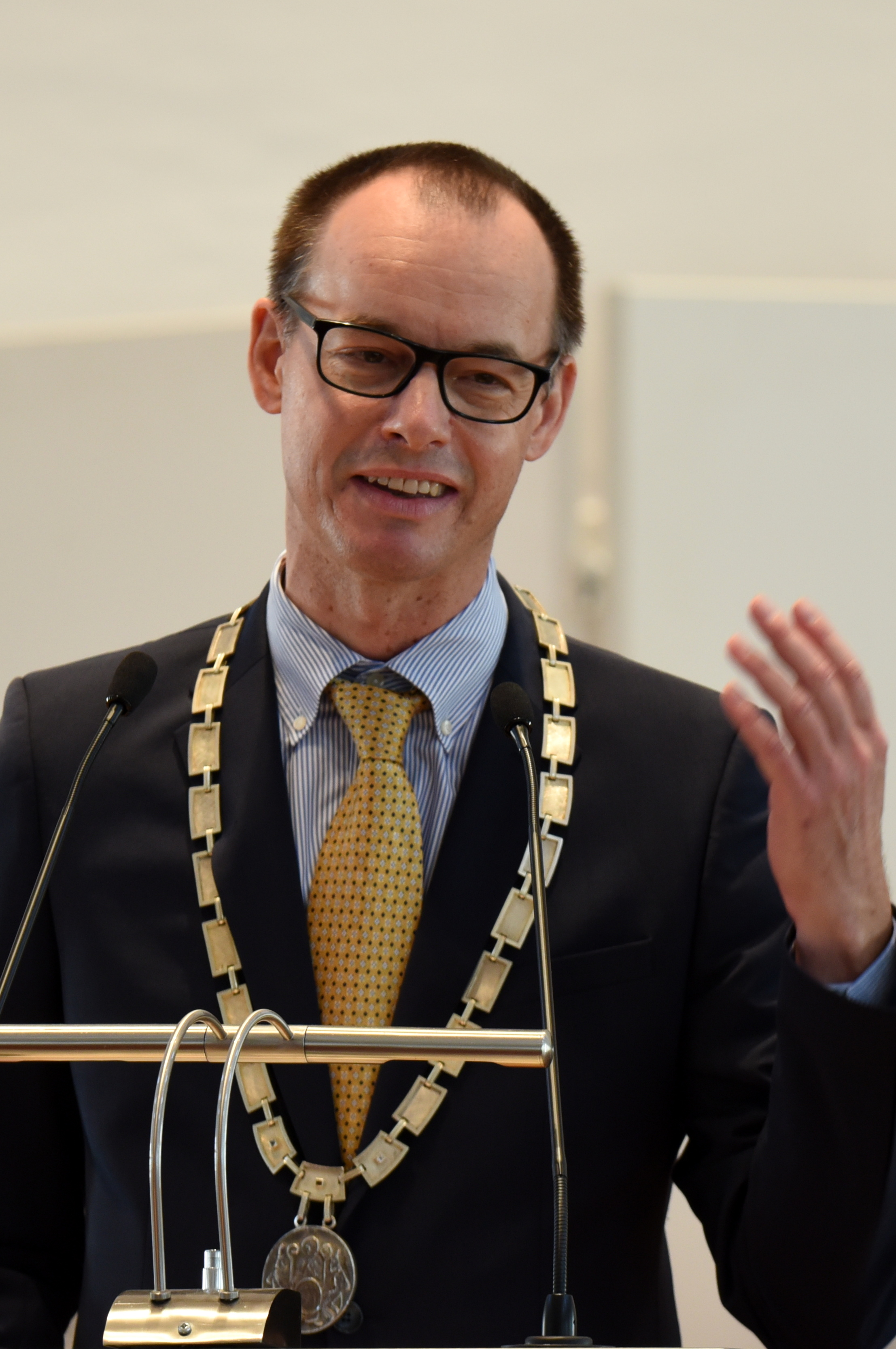
Martin Knoll auf einer Sponsions- und Promotionsfeier der Universität Salzburg (2019)

Martin Knoll (* 18. Juli 1969 in Kempten (Allgäu)) ist ein deutscher Historiker.

## Leben
Nach dem Studium der Fächer Geschichte und Germanistik an der Universität Regensburg (M.A. 1997, Erstes Staatsexamen Lehramt Gymnasium 1998) wurde Knoll 2003 mit der Dissertation Umwelt – Herrschaft – Gesellschaft. Die landesherrliche Jagd Kurbayerns im 18. Jahrhundert im Fach Geschichte promoviert. 2013 habilitierte er sich am Fachbereich 2 (Gesellschafts- und Geschichtswissenschaft) der Technischen Universität Darmstadt mit der Studie Die Natur der menschlichen Welt. Siedlung, Territorium und Umwelt in der historisch-topografischen Literatur der Frühen Neuzeit. Nach Tätigkeiten als wissenschaftlicher Mitarbeiter und wissenschaftlicher Assistent an der Universität Regensburg (2001–2007) und der TU Darmstadt (2007–2012, WS 2013/14) sowie einer Gastprofessur im Sommersemester 2013 am Institut für Soziale Ökologie Wien (damals zur Universität Klagenfurt gehörig) erhielt Knoll einen Ruf auf die Professur für Europäische Regionalgeschichte an der Paris-Lodron-Universität Salzburg. Er trat die Professur zum Wintersemester 2014 an. 2019 bis 2021 bekleidete er das Amt des Dekans der Kultur- und Gesellschaftswissenschaftlichen Fakultät der Universität Salzburg. Seit 2022 ist er Dekan der im Zuge einer Strukturreform neu gegründeten Gesellschaftswissenschaftlichen Fakultät.
Knolls Forschungsschwerpunkte liegen in den Bereichen Regionalgeschichte, Tourismusgeschichte, Umweltgeschichte, Stadtgeschichte / Geschichte der Stadt-Hinterland-Beziehungen und Kulturgeschichte der Frühen Neuzeit.
2007 veröffentlichte er mit Verena Winiwarter das Lehrbuch Umweltgeschichte. Eine Einführung. Im Wintersemester 2009/2010 forschte Knoll als Carson Fellow am Rachel Carson Center for Environment and Society der LMU und des Deutschen Museums München. 2015 bis 2023 war er Regionalrepräsentant der deutschsprachigen Länder in der European Society for Environmental History (ESEH) und seit 2018 Gründungsobmann des Netzwerks Umweltgeschichte Österreich / Environmental History Cluster Austria (EHCA). Knoll ist Mitherausgeber der Publikationsreihe Umwelthistorische Forschungen, er gehört dem Vorstand der Gesellschaft für Salzburger Landeskunde an, ist Mitglied des HerausgeberInnengremiums des Jahrbuchs für Geschichte des Ländlichen Raumes sowie des wissenschaftlichen Beirats der Zeitschrift für Tourismuswissenschaft.

## Schriften (Auswahl)
- Umwelt – Herrschaft – Gesellschaft. Die landesherrliche Jagd Kurbayerns im 18. Jahrhundert (= Studien zur Neueren Geschichte. 4). Scripta Mercaturae, St. Katharinen 2004, ISBN 3-89590-151-2 (Zugleich: Regensburg, Universität, Dissertation, 2003).
- Urban Needs and Changing Environments: Regensburg's Wood Supply from the Early Modern Period to Industrialization. In: Bulletin of the German Historical Institute. Supplement 3. Jahrgang, 2006, S. 77–101 (englisch, ghi-dc.org).
- mit Verena Winiwarter: Umweltgeschichte. Eine Einführung (= Uni-Taschenbücher. 2521). Böhlau, Köln u. a. 2007, ISBN 978-3-8252-2521-6.
- Die Natur der menschlichen Welt. Siedlung, Territorium und Umwelt in der historisch-topografischen Literatur der Frühen Neuzeit (= Histoire. 42). transcript, Bielefeld 2013, ISBN 978-3-8376-2356-7 (Zugleich: Darmstadt, Universität, Habilitations-Schrift, 2011).
- als Herausgeber mit Reinhold Reith: An Environmental History of the Early Modern Period. Experiments and Perspectives (= Austria: Forschung und Wissenschaft. Geschichte. (10)). LIT, Wien u. a. 2014, ISBN 978-3-643-90463-8.
- als Herausgeber mit Uwe Lübken und Dieter Schott: Rivers lost. Rivers Regained. Rethinking City-River-Relations (= History of the Urban Environment.) University of Pittsburgh Press, Pittsburgh PA 2017, ISBN 978-0-8229-4459-1.
- als Herausgeber mit Sebastian Haumann und Detlev Mares: Concepts of Urban-Environmental History (= Environmental and Climate History. 1). transcript, Bielefeld 2020, ISBN 978-3-8376-4375-6.
- als Herausgeber mit Robert Groß und Katharina Scharf: Transformative Recovery? The European Recovery Program (ERP) / Marshall Plan in European Tourism. Innsbruck University Press, Innsbruck 2020, ISBN 978-3-99106-000-0.
- mit Katharina Scharf: Europäische Regionalgeschichte. Eine Einführung (= Uni-Taschenbücher. 5642). Köln u. a. 2021, ISBN 978-3-8252-5642-5